# Gradiente iphone

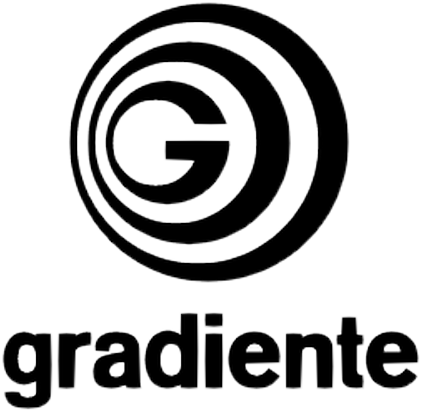
Gradiente, empresa alega que marca pertence a ela desde 2000

Gradiente Iphone é um smartphone criado pela CBTDigital, mais conhecido pela marca comercial Gradiente. Em 2000, a Gradiente fez um pedido junto ao INPI de registro comercial do nome "Iphone" (com o I maiúsculo), gerando disputa pelo nome no Brasil com a Apple Inc, que anunciou o seu iPhone no ano de 2007 nos EUA.

## Histórico
Em 14 de março de 2000, a Gradiente Eletrônica S.A., atualmente IGB Eletrônica S.A., abriu um processo de direitos autorais sobre o nome iPhone. O G Gradiente Iphone, um aparelho celular com acesso à internet, foi apresentado ao mercado nacional na Telexpo daquele ano. Conforme noticiado pelo jornal O Estado de São Paulo em 03 de abril de 2000, tratava-se do primeiro celular da Gradiente equipado com microbrowser WAP.
A Gradiente, porém, não pôde comercializar este aparelho com esse nome pois no dia 14 de março de 2000, ou seja, 2 semanas antes de a Gradiente Eletrônica S.A. abrir o pedido junto ao Instituto Nacional de Propriedade Industrial (INPI), a TCE Indústria Eletrônica da Amazônia já havia aberto uma solicitação junto ao INPI para uso da marca iPhone no Brasil. Com isso, o pedido da Gradiente foi arquivado.
Em 2006, o pedido da Gradiente foi desarquivado e voltou a ficar em análise, uma vez que a autorização do INPI para a TCE Indústria Eletrônica da Amazônia caducou, já que esta não havia lançado nenhum produto no mercado com este nome nos últimos 5 anos.

### Direito de uso exclusivo do nome junto ao INPI
Em 2008, a Gradiente ganhou no Brasil os direitos da marca Iphone. Em 13 de fevereiro daquele ano, o Instituto Nacional de Propriedade Industrial (INPI) negou o registro por parte da Apple de quatro marcas de aparelhos no Brasil, todas relacionadas ao nome "iPhone". Com isso, a Apple perdeu o direito de usar a marca iPhone no país "pelo menos quando usada em relação a celulares".

### Gradiente Iphone Neo One - Primeira geração do modelo
Em dezembro de 2012, fazendo-se valer dos direitos de uso do nome junto ao INPI, a Gradiente lançou no mercado o primeiro Gradiente Iphone, intitulado Neo One e com configurações modestas. Ciente da confusão que o nome poderia ocasionar devido á popularidade do termo "iPhone", a Gradiente disponibilizou um vídeo apresentando o nome de seu aparelho, e explicando as diferenças entre o seu iPhone e o da Apple.

### Perda do direito exclusivo da marca iPhone
Em 2013, o juiz Eduardo André Brandão de Brito Fernandes do TRF da 2ª Região decidiu que "tanto a Apple quanto a Gradiente, cada um à sua forma, poderão utilizar o nome iPhone no Brasil". Na prática, isso significa uma derrota para a Gradiente, que passou quase um ano investindo nesta briga com a Apple. A Gradiente não poderia utilizar somente o nome iPhone, mas sim sempre usar a marca "Gradiente iphone" ao comunicar o seu produto. Como resultado disso, o registro da Gradiente no INPI deveria ser cancelado, e um novo registro seria feito, deixando clara a situação e as novas regras.
Após alguns revezes em instâncias inferiores da justiça brasileira sobre o direito de uso exclusivo da marca iPhone, a Gradiente ingressou com o processo no STF, que deve julgar o mérito do caso em junho de 2023.

### Gradiente Iphone C600 - Segunda geração do modelo
Em outubro de 2013, a Gradiente lançou no mercado o que, até agora, foi a última versão de seu Gradiente Iphone: o C600. O aparelho usa o sistema operacional Android 4.2, 8 GB de armazenamento interno, câmera digital com 13 megapixels de definição, rádio FM, processador Snapdragon S4, dual-core com o clock de 1,4 GHz, e 1 GB de memória RAM.